# Woke

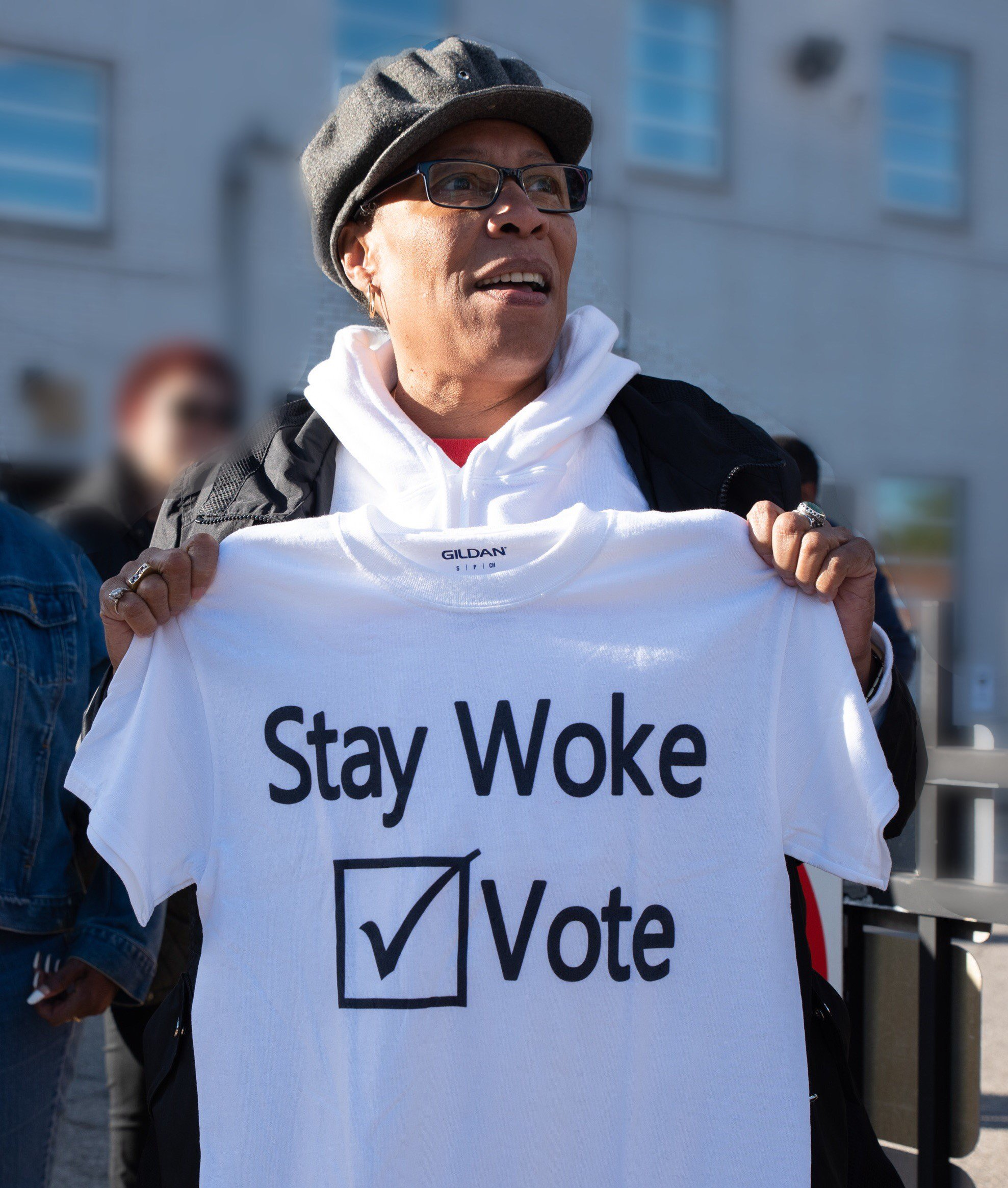
Đại biểu Quốc hội Hoa Kỳ Marcia Fudge với áo phông có in dòng chữ "Stay Woke: Vote" ("Tiếp tục thức tỉnh lên: Đi Bầu Đi") vào năm 2018

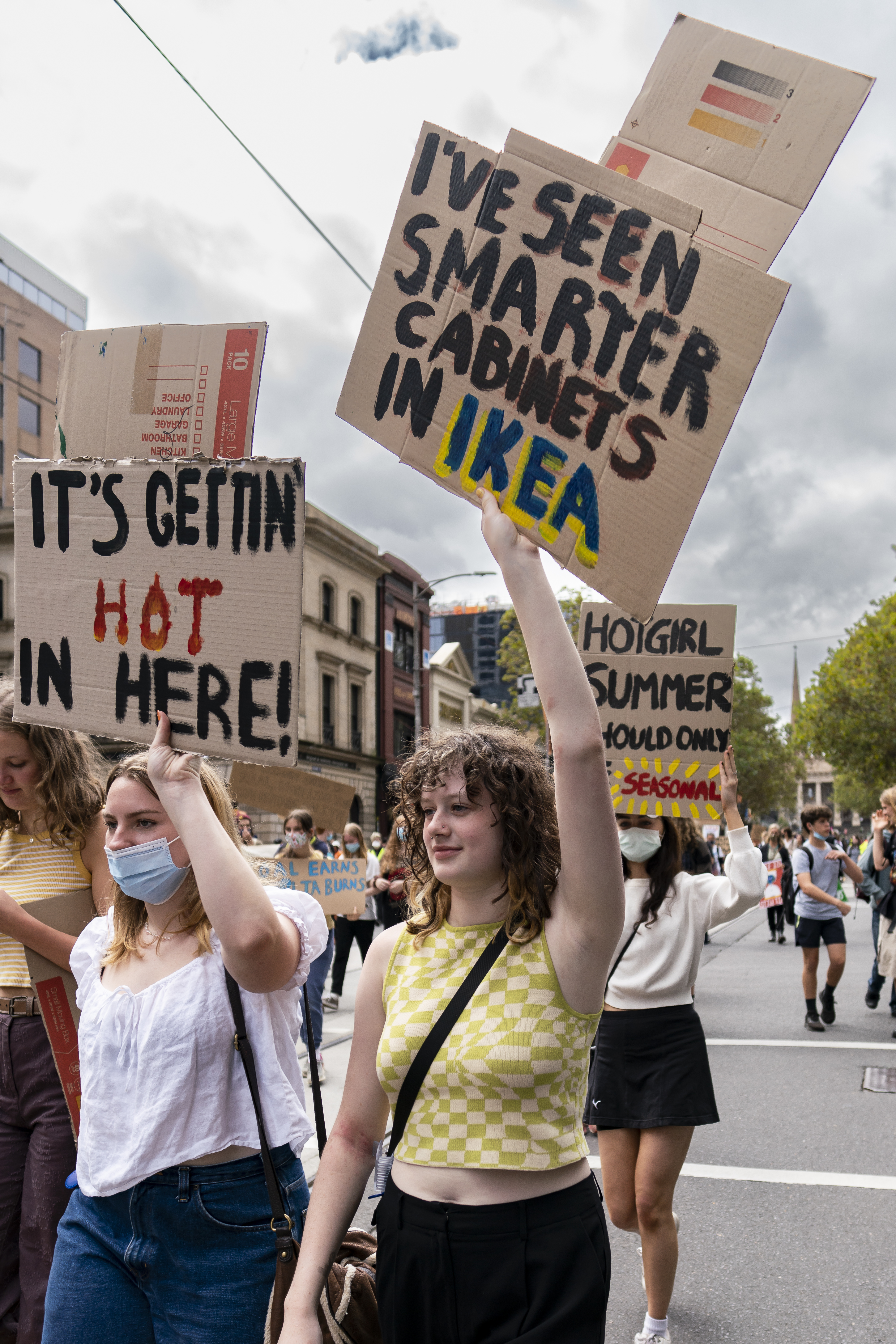
Học sinh biểu tình vì môi trường

Woke (/ˈwoʊk/ WOHK) là một tính từ có nguồn gốc từ Tiếng Anh bản ngữ của người Mỹ gốc Phi (AAVE) có nghĩa đen là "thức tỉnh", nghĩa bóng là chỉ sự "thức tỉnh trước những định kiến và phân biệt chủng tộc". Bắt đầu từ thập niên 2010, nó đã bao hàm nhận thức rộng hơn về sự bất bình đẳng xã hội như bất công về chủng tộc, phân biệt giới tính và phủ nhận quyền LGBT. Woke cũng được sử dụng làm cách nói vắn tắt cho một số ý tưởng của Cánh Tả Mỹ liên quan đến chính trị căn tính và công bằng xã hội, chẳng hạn như đặc quyền da trắng và việc bồi thường cho chế độ nô lệ ở Hoa Kỳ.
Đôi khi, woke còn được gọi là văn hóa thức tỉnh, thật ra cụm từ stay woke (thức tỉnh lên đi) đã xuất hiện từ lâu trong tiếng AAVE vào những năm 1930, trong một số ngữ cảnh thì nó mang nghĩa nhận thức về các vấn đề xã hội–chính trị của người Mỹ gốc Phi. Sau vụ bắn chết Michael Brown ở Ferguson, Missouri vào năm 2014, cụm từ này được phổ biến bởi các nhà hoạt động Black Lives Matter (BLM) nhằm nâng cao nhận thức về các vụ cảnh sát bắn người Mỹ gốc Phi. Sau khi được sử dụng trên cộng đồng Twitter của người da đen, thuật ngữ woke đã trở thành một meme Internet và ngày càng được người da trắng sử dụng, thường để thông báo rằng họ ủng hộ phong trào BLM, nhưng bị một số nhà bình luận chỉ trích là chiếm dụng văn hóa. Mặc dù ban đầu chủ yếu gắn liền với Thế hệ Millennials, thuật ngữ này đã lan rộng và được thêm vào Từ điển tiếng Anh Oxford vào năm 2017. Các thuật ngữ woke capitalism (chủ nghĩa tư bản woke) và woke-washing (tẩy trắng bằng woke) được đặt ra để mô tả những công ty chỉ "ủng hộ miệng" cho các phong trào cấp tiến nhưng không làm gì trong thực tế. Đến năm 2020, một vài người theo chính trị trung dung và cánh hữu ở một số nước phương Tây đã sử dụng thuật ngữ woke, thường để mỉa mai một loạt các phong trào và hệ tư tưởng cấp tiến hoặc cánh tả khác nhau được coi là quá khích hoặc mang tính hình thức. Do vậy, nó mang hàm ý tiêu cực đối với những người quảng bá các ý tưởng chính trị liên quan đến căn tính và chủng tộc. Đến năm 2021, từ woke gần như chỉ được sử dụng như một lời miệt thị; hầu hết các cách sử dụng phổ biến của từ này là để gièm pha.